# アダム・ファーガソン
アダム・ファーガソン（英語: Adam Ferguson、1723年 - 1816年）は、スコットランドの歴史家、道徳哲学者である。古典的自由主義の人物であり、社会学の歴史においても重要な人物である。
「ファーガスン」の表記も用いられる。

## 略歴
スコットランドのパース近郊の Logieraitに生まれた。セント・アンドルーズ大学で学び、1745年から従軍牧師となり、オーストリア継承戦争で、ベルギーのフォントノワの戦いに従軍した。1754年に軍を止め、学問の世界に入った。1757年にデイヴィッド・ヒュームの後を継いで、エディンバラ弁護士協会の図書館長となるがすぐにやめて、ビュート伯爵の邸の個人教師となった。
1759年にエディンバラ大学の自然哲学の教授となり、1764年に道徳哲学の教授となった。1767年の『市民社会史論』（"An essay on the history of civil society"）は注目を集め、いくつかの言語に翻訳された。アメリカの独立をめぐる動きの中では、フランス革命を賞賛する立場のリチャード・プライスが発表した"Observations on the Nature of Civil Liberty"に反対する立場にたち、和平を求める、1778年のカーライル和平使節団の事務局となったが、この使節団は成果をあげることはなかった。
1783年に大作、『ローマ共和国盛衰史』（"The history of the progress and termination of the Roman Republic"）を出版し、多くの読者を得、何度か改訂を行った。1785年に教授職を止め、自らの講義録を編集し、1792年に『道徳・政治科学原理』("Principles of Moral and Political Science")として出版した。
70歳でヨーロッパを旅し、イタリアを訪れた。1795年からPeebles近くのNeidpath Castleなどで暮らし、セント・アンドルーズで92歳で没した。

## 著作
- An Essay on the History of Civil Society. Boulter Grierson, Dublin 1767 (Digitalisat - Google ブックス).
- Institutes of Moral Philosophy. Kincaid & Bell, Edinburgh 1769 (Digitalisat - Google ブックス).
- Principles of Moral and Political Science. Strahan & Cadell/Greech, London/Edinburgh 1792 (Digitalisat - Google ブックス).